# Guillermo Cisternas
Guillermo Cisternas Aranda (* 16. März 1891 in Iquique; † 25. Januar 1941) war ein chilenischer Fußballspieler. Der Mittelfeldspieler absolvierte zwei Länderspiele für Chile und nahm am Campeonato Sudamericano 1917 teil. 

## Vereinskarriere
Auf Vereinsebene spielte Guillermo Cisternas für Maestranza Iquique.

## Nationalmannschaft
Guillermo Cisternas debütierte beim Campeonato Sudamericano 1917 in Uruguay im ersten Gruppenspiel gegen Uruguay. Die 0:4-Niederlage war das einzige Spiel für den Mittelfeldspieler im Turnier. Chile wurde ohne Punkt und ohne Torerfolg Turniervierter. Nur wenige Tage nach der Südamerikameisterschaft absolvierte Cisternas beim 1:1-Unentschieden im Freundschaftsspiel gegen Argentinien sein zweites und letztes Länderspiel.